# Saint-Priest-Ligoure
Saint-Priest-Ligoure – miejscowość i gmina we Francji, w regionie Nowa Akwitania, w departamencie Haute-Vienne.
Według danych na rok 1990 gminę zamieszkiwało 561 osób, a gęstość zaludnienia wynosiła 14 osób/km² (wśród 747 gmin Limousin Saint-Priest-Ligoure plasuje się na 231. miejscu pod względem liczby ludności, natomiast pod względem powierzchni na miejscu 78.).

## Populacja

Populacja Saint-Priest-Ligoure w latach 1962–2008